# Nowa Wieś (gmina Drobin)
Nowa Wieś – wieś w Polsce położona w województwie mazowieckim, w powiecie płockim, w gminie Drobin.
Administracyjnie na terenie wsi utworzono dwa sołectwa Nowa Wieś i Siemki.
| SIMC    | Nazwa  | Rodzaj    |
| ------- | ------ | --------- |
| 0563559 | Siemki | część wsi |

W latach 1975–1998 miejscowość należała administracyjnie do województwa płockiego.